# Fristelsernes Ø
Fristelsernes Ø (originaltitel Wild Oranges) er en amerikansk stumfilm fra 1924 instrueret af King Vidor.

## Medvirkende
- Virginia Valli som Nellie Stope
- Frank Mayo som John Woolfolk
- Ford Sterling som Paul Halvard
- Nigel De Brulier som Lichtfield Stope
- Charles A. Post som Iscah Nicholas